# Acetogenese
Acetogenese is een proces waarbij acetaat wordt gevormd uit koolstofdioxide en een elektronenbron (bijvoorbeeld waterstof, koolstofmonoxide, formiaat, etc.) door anaerobe bacteriën via de Wood-Ljungdahl pathway. De verschillende soorten bacteriën die in staat zijn tot acetogenese worden acetogenen genoemd. Sommige acetogenen kunnen acetaat op autotrofe wijze uit koolstofdioxide en waterstofgas vormen.

## Ontdekking
In 1932 werden organismen ontdekt die waterstofgas en koolstofdioxide konden omzetten in azijnzuur. De eerste beschrijving van een acetogene bacterie, Clostridium aceticum, werd in 1936 door Klaas Tammo Wieringa gedaan. De soort Moorella thermoacetica ontving bij de eerste isolatie veel belangstelling vanwege zijn vermogen om één mol glucose om te zetten naar drie mol azijnzuur. Deze organismen zijn dus niet afhankelijk van andere micro-organismen, zoals vele andere organismen dat wel zijn. Daarom wordt wel gedacht dat de acetogenen tot de vroegste levensvormen op aarde behoren. 

## Reactie
De voorloper van azijnzuur is de thio-ester acetyl-CoA. De belangrijkste stappen behelzen onder andere de reductie van koolstofdioxide naar koolstofmonoxide en de binding van een methylgroep aan dit koolstofmonoxide. Het eerste proces wordt door koolmonoxide dehydrogenase gekatalyseerd; het tweede, de koppeling van de methylgroep (gewonnen uit methylcobalamine) aan het koolstofmonoxide, wordt gekatalyseerd door acetyl-CoA synthetase. De reactievergelijking is als volgt:
2 CO2 + 4 H2 → CH3COOH + 2 H2O

## Toepassingen
Het unieke metabolisme van acetogenen is nuttig voor diverse biotechnologische doeleinden. In koolhydraatfermentaties zorgen de decarboxyleringsreacties voor het verlies van koolstof via koolstofdioxide. Dit verlies vormt een probleem door de toenemende noodzaak om CO2-emissies te minimaliseren. Acetogenen kunnen glucose zonder enige CO2-uitstoot fermenteren tot acetaat, wat de opbrengst ten opzichte van koolhydraatfermentaties theoretisch gezien met 50% kan verhogen. In industriële acetogenese wordt de glycolyse niet vervangen door een ander reactiepad, maar wordt de koolstofdioxide die uit de glycolyse komt gebruikt als beginstof voor de acetogenese.